# Erythroxylum campinense
Erythroxylum campinense är en tvåhjärtbladig växtart som beskrevs av A. Amaral. Erythroxylum campinense ingår i släktet Erythroxylum och familjen Erythroxylaceae. Inga underarter finns listade i Catalogue of Life.